# Saison 3 du Meilleur Pâtissier, spécial célébrités
 (février 2025).
- Si vous ne connaissez pas le sujet, laissez ce bandeau (vous pouvez alors contacter les auteurs).
- Si vous supprimez le contenu mis en cause (vous pouvez préalablement contacter les auteurs),

argumentez précisément cette suppression dans la page de discussion
(un manque de référence n'est pas un argument ; une recherche réelle de référence doit avoir été effectuée, être formellement documentée).
 (février 2025).
Si vous disposez d'ouvrages ou d'articles de référence ou si vous connaissez des sites web de qualité traitant du thème abordé ici, merci de compléter l'article en donnant les références utiles à sa vérifiabilité et en les liant à la section « Notes et références ».
 (mai 2025).
Motif : manque de références qualitatives, TI. Références étalées sur 2 mois. Hormis pour les rediffusions : Ozap, ref non qualitatives. Les audiences sont déjà présentes dans l'article principal. Info doublonnant ce dernier.
- Archive Wikiwix
- Bing
- Cairn
- DuckDuckGo
- E. Universalis
- Gallica
- Google
- G. Books
- G. News
- G. Scholar
- Persée
- Qwant
- (zh) Baidu
- (ru) Yandex
- (wd) trouver des œuvres sur Wikidata

| 1. | Préciser le motif de la pose du bandeau. | Précisez le motif de la pose du bandeau en utilisant la syntaxe suivante : {{admissibilité à vérifier\|date=juin 2025\|motif=remplacez ce texte par le motif}}                                                          |
| 2. | Informer les utilisateurs concernés.     | Pensez à avertir le créateur de l'article, par exemple, en insérant le code ci-dessous sur sa page de discussion : {{subst:avertissement admissibilité à vérifier\|Saison 3 du Meilleur Pâtissier, spécial célébrités}} |

La troisième saison du Meilleur Pâtissier, spécial célébrités est une déclinaison du concours culinaire Le Meilleur Pâtissier, articulée autour de plusieurs candidats célèbres. L'émission est diffusée sur M6 et RTL-TVI du 27 février 2018 au 20 mars 2018. Elle est rediffusée sur Gulli du 7 janvier 2021 au 28 janvier 2021.[pertinence contestée]
Cette édition est remportée par la youtubeuse et blogueuse Marie Lopez, dite EnjoyPhoenix, qui gagne le trophée du Meilleur Pâtissier, spécial célébrités, ainsi que la publication de son livre de recette, dont les bénéfices sont intégralement reversés à la Fondation de France,.

## Tournage
Le jury est composé de Cyril Lignac et de Mercotte et l'émission est présentée par Julia Vignali,.

## Principe
- Si vous ne connaissez pas le sujet, laissez ce bandeau (vous pouvez alors contacter les auteurs).
- Si vous supprimez le contenu mis en cause (vous pouvez préalablement contacter les auteurs),

argumentez précisément cette suppression dans la page de discussion
(un manque de référence n'est pas un argument ; une recherche réelle de référence doit avoir été effectuée, être formellement documentée).
Le principe de cette déclinaison du Meilleur Pâtissier est le même que l'émission originale. Les seules différences que l'on peut constater sont : les candidats ne sont pas des inconnus, mais des célébrités, et les bénéfices du livre de recette publié par le gagnant sont intégralement reversés à la Fondation de France. À part cela, on retrouve l'épreuve du classique revisité, l'épreuve technique de Mercotte et l'épreuve créative. Il y a aussi un éliminé à l'issue de chaque épisode, et un candidat qui obtient le titre de pâtissier de la semaine.

## Candidats
Pour cette édition, sept célébrités sont en compétition, à savoir, :
| Personnalité           | Personnalité     | Âge    | Occupation                                    | Statut                      |
| ---------------------- | ---------------- | ------ | --------------------------------------------- | --------------------------- |
| EnjoyPhoenix           | EnjoyPhoenix     | 22 ans | Youtubeuse et blogueuse                       | Vainqueur,                  |
| Jérôme Anthony         | Jérôme Anthony   | 49 ans | Animateur de télévision                       | Finalistes                  |
| Camille Lou            | Camille Lou      | 25 ans | Chanteuse et comédienne                       | Finalistes                  |
| Chris Marques          | Chris Marques    | 39 ans | Chorégraphe et metteur en scène               | Finalistes                  |
| Julien Lepers          | Julien Lepers    | 68 ans | Ancien animateur de télévision                | Éliminé lors du 3e épisode  |
| Illustration manquante | Estelle Mossely  | 25 ans | Championne olympique de boxe                  | Éliminée lors du 2e épisode |
| Illustration manquante | Laurent Maistret | 35 ans | Mannequin, danseur et animateur de télévision | Éliminé lors du 1er épisode |

## Bilan par épisode
- Si vous ne connaissez pas le sujet, laissez ce bandeau (vous pouvez alors contacter les auteurs).
- Si vous supprimez le contenu mis en cause (vous pouvez préalablement contacter les auteurs),

argumentez précisément cette suppression dans la page de discussion
(un manque de référence n'est pas un argument ; une recherche réelle de référence doit avoir été effectuée, être formellement documentée).
| Épisode    | Diffusion       | Thème               | Épreuve du « classique revisité » | Épreuve technique    | Épreuve créative                               | « Chef » invité |
| ---------- | --------------- | ------------------- | --------------------------------- | -------------------- | ---------------------------------------------- | --------------- |
| 1          | 27 février 2018 | Souvenirs d'enfance | L'île flottante                   | Le damier            | Cinq gâteaux identiques rappelant leur enfance | Thierry Bridron |
| 2          | 6 mars 2018     | Gâteau de stars     | Tarte tropézienne                 | Le starlette cake    | Leur plus grand succès, en gâteau              | Étienne Leroy   |
| 3          | 13 mars 2018    | Le cinéma           | L'orange givrée                   | La tartelette Cyrano | Reproduction de leur film préféré              | Thierry Court   |
| 4 (finale) | 20 mars 2018    | Histoires d'amour   | Le divorcé                        | La jalousie          | Gâteau idéal pour une demande en mariage       | Jimmy Mornet    |

| Épisode    | Diffusion       | Candidat(e) désigné(e) pâtissier(ère) de la semaine | Candidat(e) éliminé(e)                        |
| ---------- | --------------- | --------------------------------------------------- | --------------------------------------------- |
| 1          | 27 février 2018 | Camille Lou                                         | Laurent Maistret                              |
| 2          | 6 mars 2018     | Chris Marques                                       | Estelle Mossely                               |
| 3          | 13 mars 2018    | Jérôme Anthony                                      | Julien Lepers                                 |
| Épisode    | Diffusion       | Gagnante                                            | Finalistes                                    |
| 4 (finale) | 20 mars 2018    | EnjoyPhoenix                                        | Jérôme Anthony ; Camille Lou et Chris Marques |

## Résumé détaillés

### 1erépisode, le27 février 2018: souvenirs d'enfance
- Si vous ne connaissez pas le sujet, laissez ce bandeau (vous pouvez alors contacter les auteurs).
- Si vous supprimez le contenu mis en cause (vous pouvez préalablement contacter les auteurs),

argumentez précisément cette suppression dans la page de discussion
(un manque de référence n'est pas un argument ; une recherche réelle de référence doit avoir été effectuée, être formellement documentée).
Pour cette première semaine de concours, le thème est: souvenirs d'enfance.
Durant la première épreuve, les candidats doivent revisiter la classique île flottante. L’épreuve se déroule, et après dégustation, Julien Lepers et Estelle Mossely reçoivent les félicitations du jury, alors que Chris Marques et Laurent Maistret sont en dessous.
Ensuite, les candidats doivent réaliser un damier, gâteau complexe imaginé pour Louis XIII. Dégustation faite, les jurés établissent le classement suivant (du dernier au premier) : Laurent Maistret, Julien Lepers, Jérôme Anthony, Estelle Mossely, Camille Lou, Chris Marques et EnjoyPhoenix.
Enfin, pour l'épreuve créative, les candidats doivent réaliser cinq gâteaux identiques. Pour cette épreuve, Cyril Lignac et Mercotte sont épaulés de Thierry Bridron. À la suite de la dégustation, Chris Marques est le coup de cœur du jury, tandis que  Laurent Maistret fait un flop.
Au regard des trois épreuves, les jurés ont désigné Camille Lou pâtissière de la semaine, et ont décidé d'éliminer Laurent Maistret.

### 2eépisode, le6 mars 2018: gâteaux de stars
- Si vous ne connaissez pas le sujet, laissez ce bandeau (vous pouvez alors contacter les auteurs).
- Si vous supprimez le contenu mis en cause (vous pouvez préalablement contacter les auteurs),

argumentez précisément cette suppression dans la page de discussion
(un manque de référence n'est pas un argument ; une recherche réelle de référence doit avoir été effectuée, être formellement documentée).
Pour cette deuxième semaine de concours, le thème est: gâteau de stars.

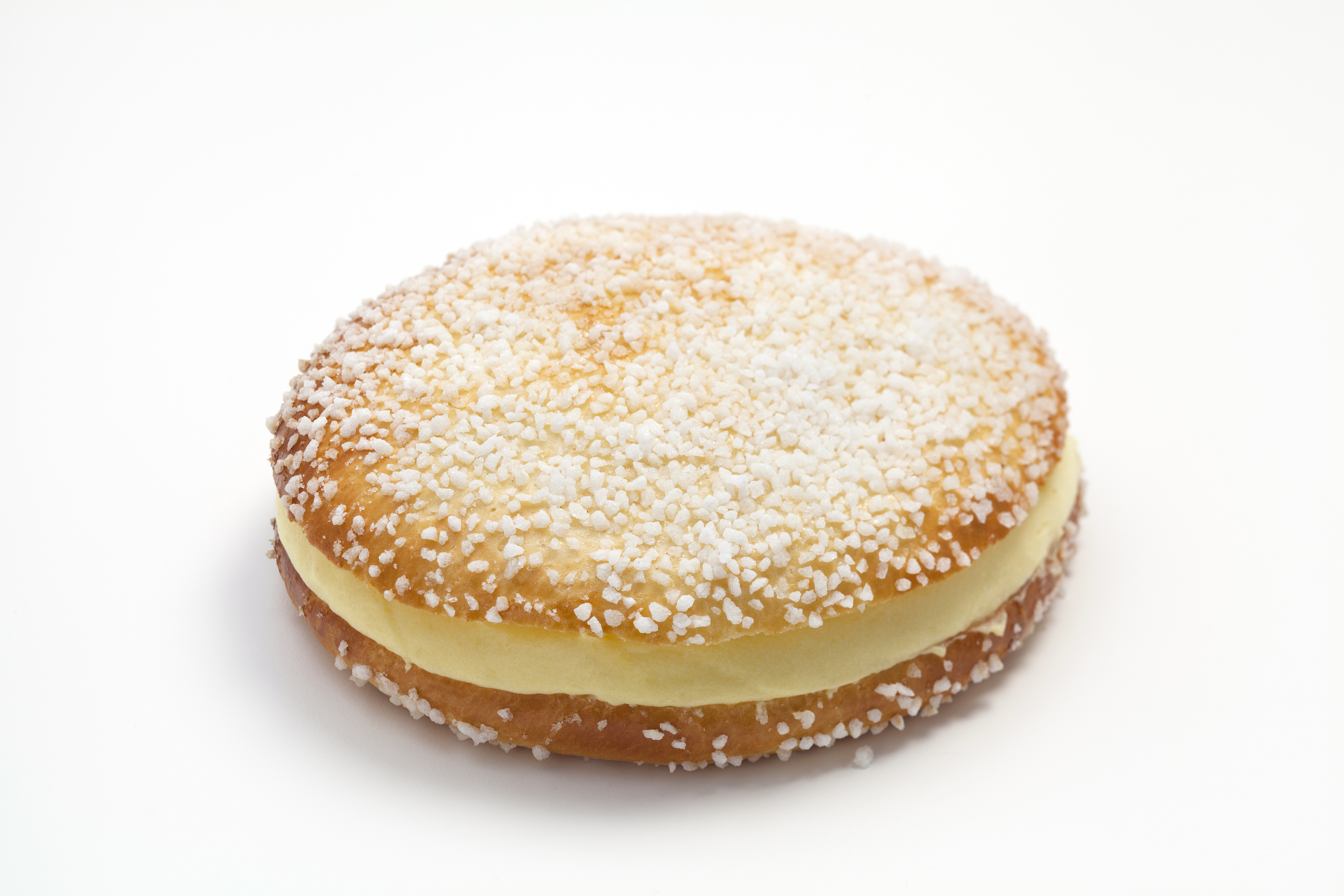
Une tarte tropézienne, thème de la revisite cette semaine.

Lors de la première épreuve, les candidats doivent revisiter la classique tarte tropézienne. Après l'épreuve, place à la dégustation, Camille Lou et Jérôme Anthony se classent en tête, alors que le jury est déçu par Estelle Mossely et EnjoyPhoenix.
Ensuite, les candidats doivent réaliser un starlette cake, gâteau inventé en 1985, qui, pour permettre aux stars de garder la ligne, ne contient ni sucre, ni beurre, ni farine. Après dégustation, les jurés établissent le classement suivant (du dernier au premier) : Jérôme Anthony, Julien Lepers, Estelle Mossely, Chris Marques, EnjoyPhoenix, Camille Lou.
Puis, au cours de l'épreuve créative, les candidats doivent réaliser leur plus grand succès, raconté en gâteau. Pour cette épreuve, le jury est aidé par le chef pâtissier Etienne Leroy. EnjoyPhoenix réalise le logo Wi-Fi, Camille Lou représente la comédie musicale Le Roi Arthur, Chris Marques fait le drapeau cubain, référence au pays où il a dansé dans un cabaret, Estelle Mossely représente les anneaux olympiques, Julien Lepers réalise le buzzer de l'émission Questions pour un champion, et enfin, Jérôme Anthony réalise un vinyle.
À l'issue des trois épreuves, les jurés désignent Chris Marques pâtissier de la semaine, et éliminent Estelle Mossely.

### 3eépisode, le13 mars 2018: le cinéma
- Si vous ne connaissez pas le sujet, laissez ce bandeau (vous pouvez alors contacter les auteurs).
- Si vous supprimez le contenu mis en cause (vous pouvez préalablement contacter les auteurs),

argumentez précisément cette suppression dans la page de discussion
(un manque de référence n'est pas un argument ; une recherche réelle de référence doit avoir été effectuée, être formellement documentée).
Pour cette troisième semaine de concours, le thème est: le cinéma.

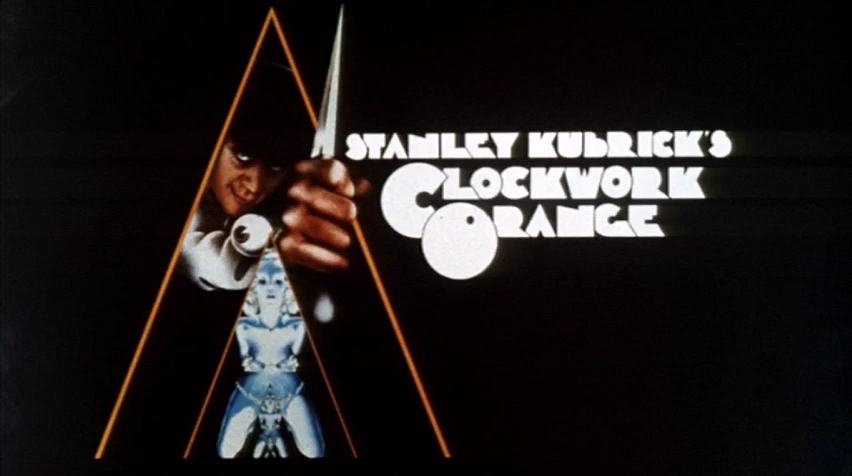
L'affiche du film Orange mécanique, qui a inspiré la première épreuve.

Lors de la première épreuve, les candidats doivent revisiter l'orange givrée, rappelant le film Orange mécanique. Après l'épreuve, place à la dégustation, Jérôme Anthony se classe en tête, alors que le jury est déçu par Camille Lou et Julien Lepers.
Ensuite, les candidats doivent réaliser vingt-quatre tartelettes Cyrano, pâtisserie préféré de l'acteur qui a joué Cyrano de Bergerac dans la pièce d'Edmond Rostand. Après dégustation, les jurés établissent le classement suivant (du dernier au premier) : Jérôme Anthony, Julien Lepers, Chris Marques, EnjoyPhoenix et Camille Lou sont premières ex-æquo.
Puis, au cours de l'épreuve créative, les candidats doivent réaliser leur film préféré, raconté en gâteau. Pour cette épreuve, le jury est épaulé par le vainqueur de la première saison du Meilleur Pâtissier : Les Professionnels, Thierry Court. EnjoyPhoenix réalise un gâteau sur Le Seigneur des anneaux, Camille Lou représente La Belle et la Bête, Chris Marques fait un gâteau sur American Beauty, Julien Lepers réalise un gâteau sur le film Ted 2, et enfin, Jérôme Anthony réalise un gâteau en forme de 007 tiré de la saga de James Bond.
Après les trois épreuves, Cyril et Mercotte ont désigné Jérôme Anthony pâtissier de la semaine, et ont éliminé Julien Lepers.

### 4eépisode, le20 mars 2018(finale): histoires d'amour
- Si vous ne connaissez pas le sujet, laissez ce bandeau (vous pouvez alors contacter les auteurs).
- Si vous supprimez le contenu mis en cause (vous pouvez préalablement contacter les auteurs),

argumentez précisément cette suppression dans la page de discussion
(un manque de référence n'est pas un argument ; une recherche réelle de référence doit avoir été effectuée, être formellement documentée).

Un cœur, habituellement l'allégorie de l'amour, thème de cette finale.

Pour cette dernière semaine de concours, le thème est: histoires d'amour.
Lors de la première épreuve, les candidats doivent revisiter le classique divorcé dont le nom rappelle le divorce d'un couple vivant une histoire d'amour. Après l'épreuve, place à la dégustation, EnjoyPhoenix se classe en tête, alors que le jury est déçu par Chris Marques.
Ensuite, les candidats doivent réaliser une jalousie, un gâteau feuilleté aux pommes et aux pruneaux. Après dégustation, les jurés établissent le classement suivant (du dernier au premier) : Jérôme Anthony, EnjoyPhoenix, Camille Lou et Chris Marques.
Puis, au cours de l'épreuve créative, les candidats doivent réaliser leur demande en mariage, racontée en gâteau. Pour cette épreuve, le jury est aidé par Jimmy Mornet. EnjoyPhoenix réalise une pièce montée, Camille Lou fait un gâteau pêche/melon, Chris Marques représente la grande roue de Paris, et enfin, Jérôme Anthony réalise un gâteau tout en choux et nougatine.
Au regard des trois épreuves, Marie Lopez, dite EnjoyPhoenix est désignée grande gagnante de cette édition du Meilleur Pâtissier, spécial célébrités. Elle remporte un trophée, ainsi que la publication de son livre de recette, dont les bénéfices sont intégralement reversés à la Fondation de France.

## Audiences et diffusion
En France, l'émission est diffusée les mardis, sur M6, du 27 février 2018 au 20 mars 2018. Un épisode dure environ 2 h 15 (publicités incluses), soit une diffusion de 21 h à 23 h 15.
| Épisode    | Jour et horaire de diffusion        | Nombre de téléspectateurs | Part de marché (sur les 4 ans et plus) | Classement des audiences | Référence |
| ---------- | ----------------------------------- | ------------------------- | -------------------------------------- | ------------------------ | --------- |
| 1          | Mardi 27 février 2018 (21:00-23:15) | 2 384 000                 | 11,7 %                                 | 4e                       | [ 10 ]    |
| 2          | Mardi 6 mars 2018 (21:00-23:25)     | 2 033 000                 | 9,5 %                                  | 4e                       | [ 11 ]    |
| 3          | Mardi 13 mars 2018 (21:00-23:25)    | 2 127 000                 | 10,2 %                                 | 4e                       | [ 12 ]    |
| 4 (finale) | Mardi 20 mars 2018 (21:00-23:25)    | 2 222 000                 | 10,8 %                                 | 4e                       | [ 13 ]    |

Légende :
- plus hauts scores d'audiences
- plus bas scores d'audiences

En France, l'émission est rediffusée les jeudis, sur Gulli, du 7 janvier 2021 au 28 janvier 2021. Un épisode dure environ 2 h 5 (publicités incluses), soit une diffusion de 21 h 5 à 23 h 10.[pertinence contestée]
| Épisode            | Jour et horaire de diffusion        | Nombre de téléspectateurs | Part de marché (sur les 4 ans et plus) | Classement des audiences | Référence |
| ------------------ | ----------------------------------- | ------------------------- | -------------------------------------- | ------------------------ | --------- |
| 1                  | Jeudi 7 janvier 2021 (21:05-23:10)  | 307 000                   | 1,4 %                                  | 14e                      | [ 14 ]    |
| 2                  | Jeudi 14 janvier 2021 (21:05-23:10) | 353 000                   | 1,6 %                                  | 14e                      | [ 15 ]    |
| 3                  | Jeudi 21 janvier 2021 (21:05-23:10) | 336 000                   | 1,5 %                                  | 14e                      | [ 16 ]    |
| 4 (finale)         | Jeudi 28 janvier 2021 (21:05-23:10) | 334 000                   | 1,6 %                                  | 14e                      | [ 17 ]    |
|                    |                                     |                           |                                        |                          |           |
| Bilan de la saison | Bilan de la saison                  | 332 500                   | 1,53 %                                 | 15e                      | –         |

Légende :
- plus hauts scores d'audiences
- plus bas scores d'audiences